# Bobbie Friberg da Cruz
Bobbie Friberg da Cruz est un footballeur suédois né le 16 février 1982. Il évolue au poste de défenseur et de milieu de terrain dans le club suédois du IFK Norrköping.

## Palmarès
- Championnat de Finlande : 2016